# 入滅
入滅（にゅうめつ）は、仏教用語で、滅度（めつど）・寂滅（じゃくめつ）ともいい、サンスクリットの「निर्वाण」（Nirvana、ニルヴァーナ）の訳、煩悩の炎が吹き消えた状態、宗教的解放を意味する解脱のことである。

## 概要
「涅槃」「泥洹（ないおん）」などとも音写される。また、老荘思想の重要概念語「無為」と訳されることもある。よって、「入滅」とは、そのような境地に入ることをいう。
ただし、完全な解脱は肉体の完全な消滅、つまり「死」によって完結することから、「入滅」とは、宗教的に目覚めた人が死ぬことをも意味する。
一般に仏の死亡は入滅といい、高僧の死亡は遷化というが、特に宗祖の遷化を入滅と表現することもある。僧の死亡を入寂（にゅうじゃく）や示寂（じじゃく）ということもある。